# Susanna Madora Salter
Susanna Madora Salter (geboren Kinsey; Lamira community, Belmont County, 2 maart 1860 - Norman, 17 maart 1961) was een Amerikaans politicus en activist. Ze diende als burgemeester van Argonia (Kansas) en werd de eerste vrouw die werd gekozen als burgemeester en een van de eerste vrouwen die een politiek ambt in de Verenigde Staten uitoefenden.

## Jonge jaren
Susanna Madora Kinsey werd geboren op 2 maart 1860 in de buurt van de niet opgenomen gemeenschap van Lamira in de Smith Township, Belmont County, Ohio. Zij was de dochter van Oliver Kinsey en Terissa Ann White Kinsey, de afstammelingen van Quaker-kolonisten uit Engeland.
Op twaalfjarige leeftijd verhuisde ze met haar ouders naar Kansas en vestigde zich op een boerderij van 80 hectare in de buurt van Silver Lake. In 1878 ging ze naar het Kansas State Agricultural College (tegenwoordig Kansas State University) in Manhattan. Ze mocht haar eerste jaar overslaan, nadat ze cursussen op middelbare school had gevolgd, maar was gedwongen om zes weken voor haar afstuderen af te haken vanwege ziekte. 
Als student ontmoette ze Lewis Allison Salter (1858-1916), een aspirant-advocaat en de zoon van voormalig luitenant-gouverneur van Kansas Melville J. Salter. Ze trouwden kort daarna en verhuisden naar Argonia, waar ze actief was in de lokale Woman's Christian Temperance Union en Prohibition Party. 
In 1883 beviel ze van de eerste baby geboren in Argonia, Francis Argonia Salter. Lewis en Susanna Salter kregen in totaal negen kinderen, van wie er één werd geboren tijdens haar ambtstermijn als burgemeester en al jong stierf. Na de oprichting van de stad in 1885 werden haar vader en echtgenoot gekozen als respectievelijk de eerste burgemeester en stadsklerk van de stad. 

## Burgemeester

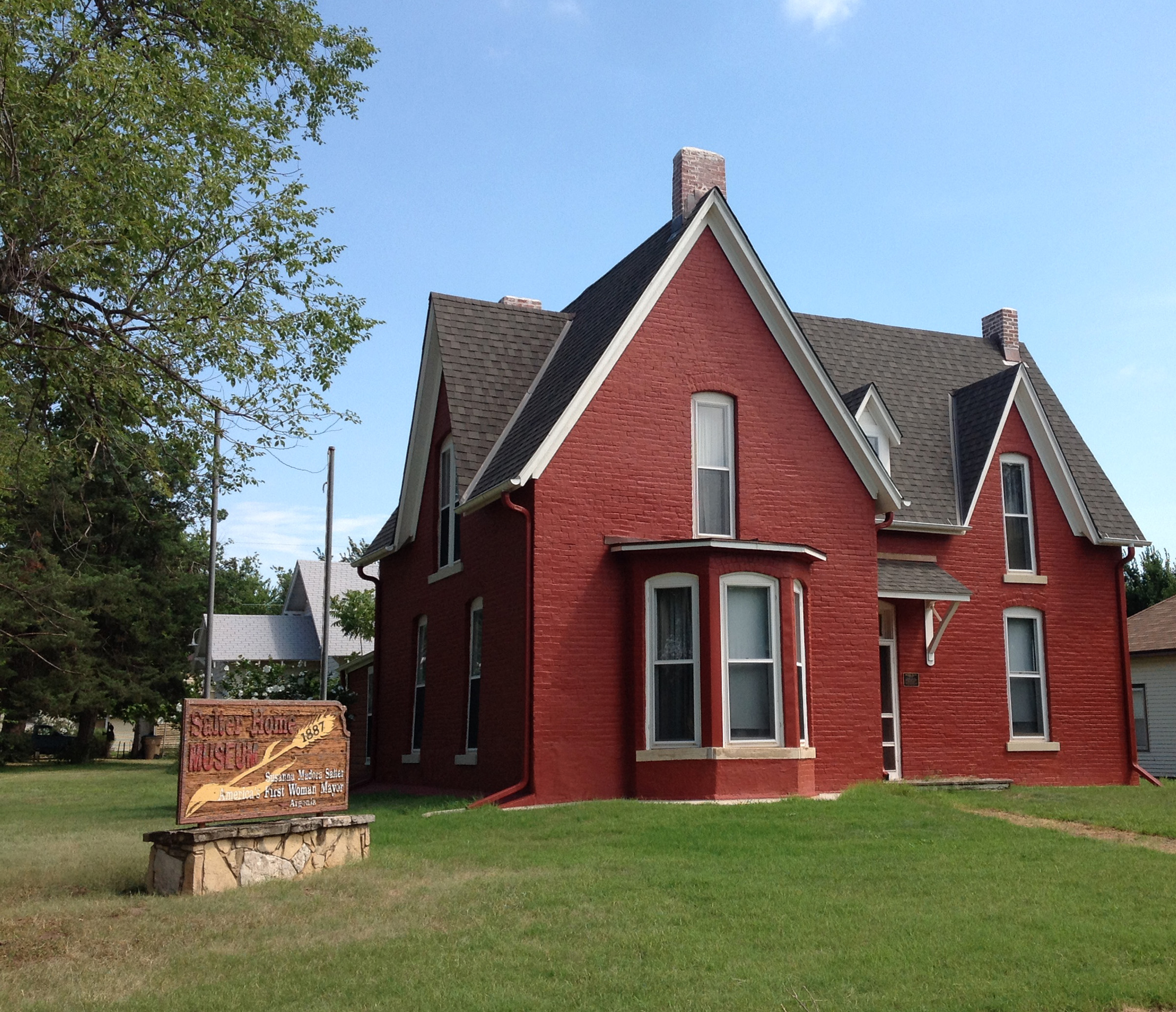
Het familiehuis van Susanna Salter in Argonia (Kansas)

Salter werd op 4 april 1887 gekozen tot burgemeester van Argonia. Haar verkiezing was een verrassing omdat haar naam op de kandidatenlijst was geplaatst als een grap door een groep mannelijke tegenstanders van vrouwen in de politiek, in de hoop op een verlies te verkrijgen dat vrouwen zou vernederen en hen zou ontmoedigen om zich kandidaat te stellen.  Omdat kandidaten niet voor de verkiezingsdag openbaar hoefden te worden gemaakt, wist Salter zelf niet dat ze verkiesbaar was voordat de stembureaus opengingen. Toen ze op de verkiezingsdag zelf ermee instemde om het ambt te aanvaarden als ze werd gekozen, liet de Women's Christian Temperance Union haar eigen voorkeurskandidaat schieten en stemde massaal op Salter. Bovendien stuurde de lokale voorzitter van de Republikeinse Partij een delegatie naar haar huis waar zij bevestigde dat ze zou dienen en de Republikeinen stemden ermee in om op haar te stemmen. Zo werd zij geholpen aan een tweederdemeerderheid.
Hoewel er haar termijn niet veel bijzonders gebeurde, genereerde haar verkiezing nationale belangstelling van de pers, die een debat op gang bracht over de haalbaarheid en wenselijkheid van navolging van het voorbeeld van Argonia in andere steden.
Een van de eerste gemeenteraadsvergaderingen waar de nieuw gekozen burgemeester Salter voorzitter van was, werd bijgewoond door een correspondent van The Sun (een serieuze krant uit New York). Hij schreef zijn verhaal, beschreef de jurk en hoed van de burgemeester en wees erop dat ze het voorzat met een geweldig decorum. Hij merkte op dat ze meerdere keren irrelevante discussies afkapte, waaruit bleek dat ze een goede parlementariër was. De publiciteit strekte zich uit tot kranten in Zweden en Zuid-Afrika. Als betaling voor haar dienstjaar kreeg ze één dollar (equivalent met nog geen 30 dollar in 2020).  Na een jaar in functie weigerde ze zich herkiesbaar te stellen.

## Persoonlijk leven
Na haar termijn als burgemeester bleven Salter en haar familie in Argonia wonen, tot 1893 toen haar man land verwierf op de Cherokee Strip in Alva (Oklahoma).  Tien jaar later verhuisden ze naar Augusta in Woods County, waar haar man een advocatenpraktijk had en de krant Headlight oprichtte. 
Ze sloten zich uiteindelijk aan bij de kolonisten van de stad om naar Carmen (Oklahoma) te verhuizen. Na de dood van haar man in 1916 verhuisde ze naar Norman, Oklahoma, om haar jongste kind te vergezellen tijdens haar studie aan de University of Oklahoma. Ze woonde de rest van haar leven in Norman en behield interesse in religieuze en politieke zaken, maar zocht nooit meer een gekozen ambt. 
Salter stierf in Norman, twee weken na haar 101e verjaardag, en werd begraven in Argonia, waar ook  haar man begraven was.

## Onderscheidingen
In 1933 werd een gedenkplaat geplaatst op het openbare plein van Argonia ter ere van Salter als de eerste vrouwelijke burgemeester in de Verenigde Staten. 
Het huis waarin ze woonde tijdens haar ambtstermijn als burgemeester werd in september 1971 toegevoegd aan het National Register of Historic Places.
- SNAC: w6hf8mpd